# 反LGBTのレトリック
反LGBTのレトリック（英語: anti-LGBT rhetoric）は、レズビアン、ゲイ、バイセクシュアル、トランスジェンダー（LGBT）の人々を貶めることを目的に使用されてきたテーマ、キャッチフレーズ、スローガン。

## 解説
レトリックの範囲は、相手を貶める表現や軽蔑的な表現から激しい敵意の表現まで多岐にわたり、宗教的、医学的、道徳的な根拠に基づいた同性愛に反対するものである。反LGBTのレトリックはヘイトスピーチの一種であると広く考えられており、オランダ、ノルウェー、スウェーデンなどの国では違法である。
反LGBTのレトリックは、モラル・パニックや陰謀論からなることがよくある。東ヨーロッパでは、こうした陰謀論は初期の反ユダヤ陰謀論が元になっており、LGBT運動は外国の統制と支配の手段であるという主張をしている。

## 外国の陰謀論としてのレトリック
1969年、ギリシャ軍事政権は、ヨーロッパ人権条約の違反の発覚後、ヨーロッパ人権委員会は「ギリシャの価値観に反する同性愛者と共産主義者の陰謀」であると見做し、ヨーロッパ評議会から脱退した。
ハンガリーとポーランドの政府はこの言説を宣伝し、LGBTの権利運動は外国勢力（EUなど）によってコントロールされているもので、国家の独立と西洋文明に対する脅威であると主張している。ロシアとユーロマイダンで発生した反政府プロテストは、ロシア政府によりLGBTの陰謀によるものとして描写されている。さらに、ロシアは自国をヨーロッパの国家であると考えているが、政府は自国の価値観がEU内で一般的に見られる価値観とは全く異なるものであると考えている。より具体的に言えば、以前のロシアはLGBTの権利を支持するヨーロッパ共通の価値観に対して抵抗するだけだったが、現在のロシアは、これらの価値観に抗議するのではなく、自らの価値観を公然と表現することを選択するようになり、LGBTの権利に対するいかなる支持に完全に反対している。

## イデオロギーとしてのレトリック

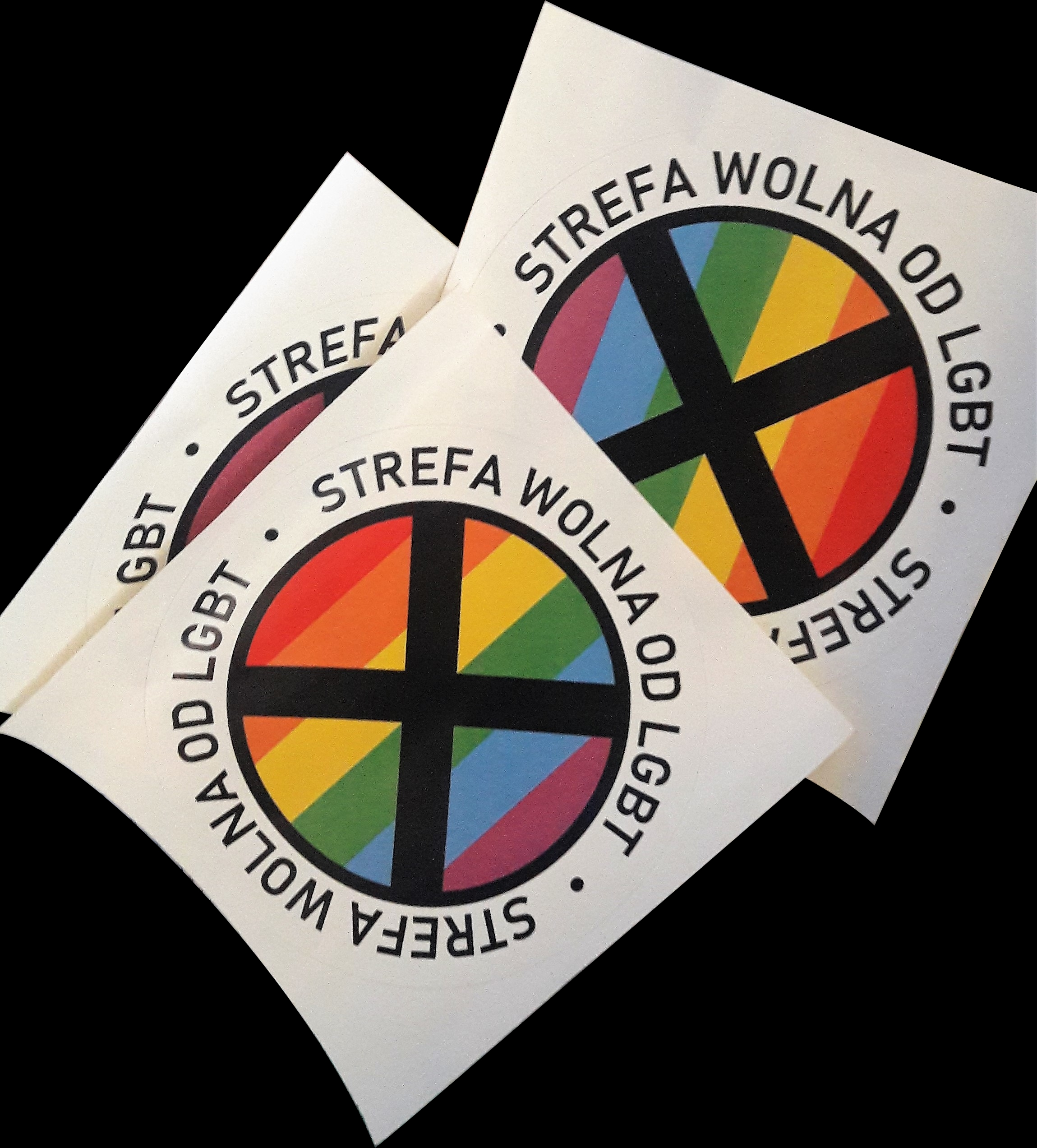
Gazeta Polska紙によって頒布されたLGBTフリーゾーンのステッカー、2019年

2013年、保守系ブログ「American Thinker」は「LGBTイデオロギー（LGBT ideology）」というフレーズを使った記事を複数掲載した。イタリアのカトリック哲学者Roberto Marchesiniは、2015年の論文でこのフレーズを使用し、それを初期の「ジェンダー・イデオロギー」の概念と同一視した。論文では「LGBTイデオロギー」と「ジェンダー・イデオロギー」のいずれも定義していない。 2017年、マレーシアとインドネシアのイスラム保守系政治家数名が「LGBTイデオロギー」を攻撃した。
2019年8月1日の説教の中で、ポーランドの大司教マレク・イェンドラシェフスキは「LGBTイデオロギー」を「虹の疫病」と呼び、それを共産主義の「赤のペスト」に喩えた。これに続き、チェコのDominik Duka枢機卿も「LGBTイデオロギー」についてコメントした。しかし、社会は世俗的であり、カトリック教会はチェコの政治にほとんど影響力を持たないため、彼のコメントはほとんど影響がなかった。2019年9月、ポーランド研究者であるケンブリッジ大学の講師Stanley Billは、「ポーランドでは『LGBTイデオロギー』についての脅迫がほぼ公式政策となっており、政府関係者や公共メディアからの悪意のあるほのめかしが今や当たり前となってしまっている」と説明した。
2020年6月、ポーランドのアンジェイ・ドゥダ大統領はLGBTを「イデオロギー」であり「新ボリシェヴィズム」の一形態だと言い、国際的な注目を集めた。Agreement PartyのMPであるJacek Żalekは、インタビューの中でLGBTコミュニティは「人間ではなく」「イデオロギーの1つ」だと発言したことで、ジャーナリストのKatarzyna Kolenda-Zaleskaにスタジオから退出するように求められた。この騒動は論争を引き起こした。翌日、DudaはSilesiaでの集会で「彼らは（LGBTが）人間であると私たちを説得しようとしている。しかしそれは単なるイデオロギーに過ぎない」と述べた。そして、ロシアのゲイ・プロパガンダ禁止法と同様に、学校を含む「公共機関におけるLGBTイデオロギーの宣伝を禁止する」ことを約束した。同じ日、PiSの国会議員Przemysław CzarnekはトークショーTVP Infoで、ゲイバーでの裸の人物の写真に関して「LGBTイデオロギーから身を守り、人権や平等についての愚かな意見に耳を傾けるのはやめよう。こうした人々は普通の人々と平等ではない」と述べた。
2020年7月、ポーランド領土の1/3に相当する100近くの地方自治体が「LGBTイデオロギーから自由である」と宣言した後、EUはLGBTフリーゾーン」を宣言したポーランドの6つの町に資金を提供しないことを発表した。ワルシャワ蜂起の記念日である2020年8月1日、ウルトラナショナリストのRobert Winnickiは、LGBTを共産主義とナチスのイデオロギーに喩えた。彼は、「どんな疫病もいつかは過ぎ去る。6年間ポーランドを襲ったドイツの疫病も過ぎ去ったし、赤の疫病も過ぎ去った。虹の疫病もやがて消える」と述べた。2020年8月、法務大臣のZbigniew Ziobroは「LGBTイデオロギーの影響下で犯された、良心の自由の侵害に関する犯罪に対処する」ための新たなプログラムを発表した。犯罪被害者を支援することを目的とした政府基金から、「LGBTイデオロギー」の犯罪と闘うことを目的とする財団にPLN613,698の助成金が与えられた。このプロジェクトは、特にLGBTイデオロギーとフランクフルト学派との間に想定された関係を調査するものとされている。同年8月16日の「Stop LGBT aggression」集会で、Krzysztof Bosakは、「LGBTイデオロギー」は「常識や合理的思考に反する」ため、無宗教の人たちも反対者であると述べた。また、LGBTコミュニティは「下等な形態の社会生活」であるとも述べた。

### 批判
ポーランドの新聞「Krakow Post」によれば、「LGBTはイデオロギーではなく、（…）『LGBTイデオロギー』というフレーズは、「赤毛のイデオロギー」や「左利きのイデオロギー」と同じ程度の意味しかない」。多くのLGBTの人々とアライの支援により、LGBTの権利は改善されたものの、彼らの政治的見解は異なっている。「Notes from Poland」によれば、「『LGBTイデオロギー』に対する攻撃は、しばしば誇張され、歪曲され、作り上げられた主張に依存しており、その結果、そのような人々が疎外され、悪者扱いされることになってしまっている」。中道右派の大統領候補で、敬虔なカトリック教徒であるシモン・ホウォヴニャは、「LGBTイデオロギーなどというものは存在しないが、LGBTの人々は存在する」と述べた。彼は、政治家による反LGBTのレトリックは、弱い立場にある人々を自殺に導く可能性があると述べている。大統領やŻalekの発言に対する抗議として、LGBTの人々はポーランドのさまざまな町や都市でピケを開催し、LGBTはイデオロギーであるという考えに反対した。また、活動家たちは、LGBTの人々の家族を紹介する映画「Ludzie, nie ideologia（人々、イデオロギーではない）」を制作した。
OKO.pressの記事は、反LGBTキャンペーンを1968年の「反シオニスト」キャンペーンと比較している。反シオニストキャンペーン中、人々はシオニズムというイデオロギーを標的にしているのだと主張したが、最終的には実際のユダヤ人の人間を標的にすることになった。1968年には多くのユダヤ人が国外に追放されたが、2020年にはLGBTの人々がポーランドから他の国に移住している。ポーランドの歴史家Adam Leszczyńskiは、「LGBTイデオロギー」を次のように説明している。
（LGBTイデオロギーとは、）右派が自分たちに合わない社会変化を放り込む袋です（たとえば、アメリカ合衆国から南アフリカに至るまで多くの国で法制化されている、同性カップルの平等な権利の要求）。右派のプロパガンダの言葉で言えば（…）「LGBTイデオロギー」は少数派を非人間化し、敵を作り出すのに役立つものであり、伝統的な家族、宗教、社会秩序の唯一の擁護者であると主張する右派に対する政治的指示を構築することになります。「イデオロギー」という言葉は、世界に対する右派の認識に陰謀論という観点からも当てはまります。つまり、イデオロギーは何者かがそれを広めるために「推進」されるもので、誰かが「背後にいる」ものとされるのです（たとえば、LGBT団体を支援するユダヤ系アメリカ人の金融家George Sorosなどが取り上げられます）

## 非人間化

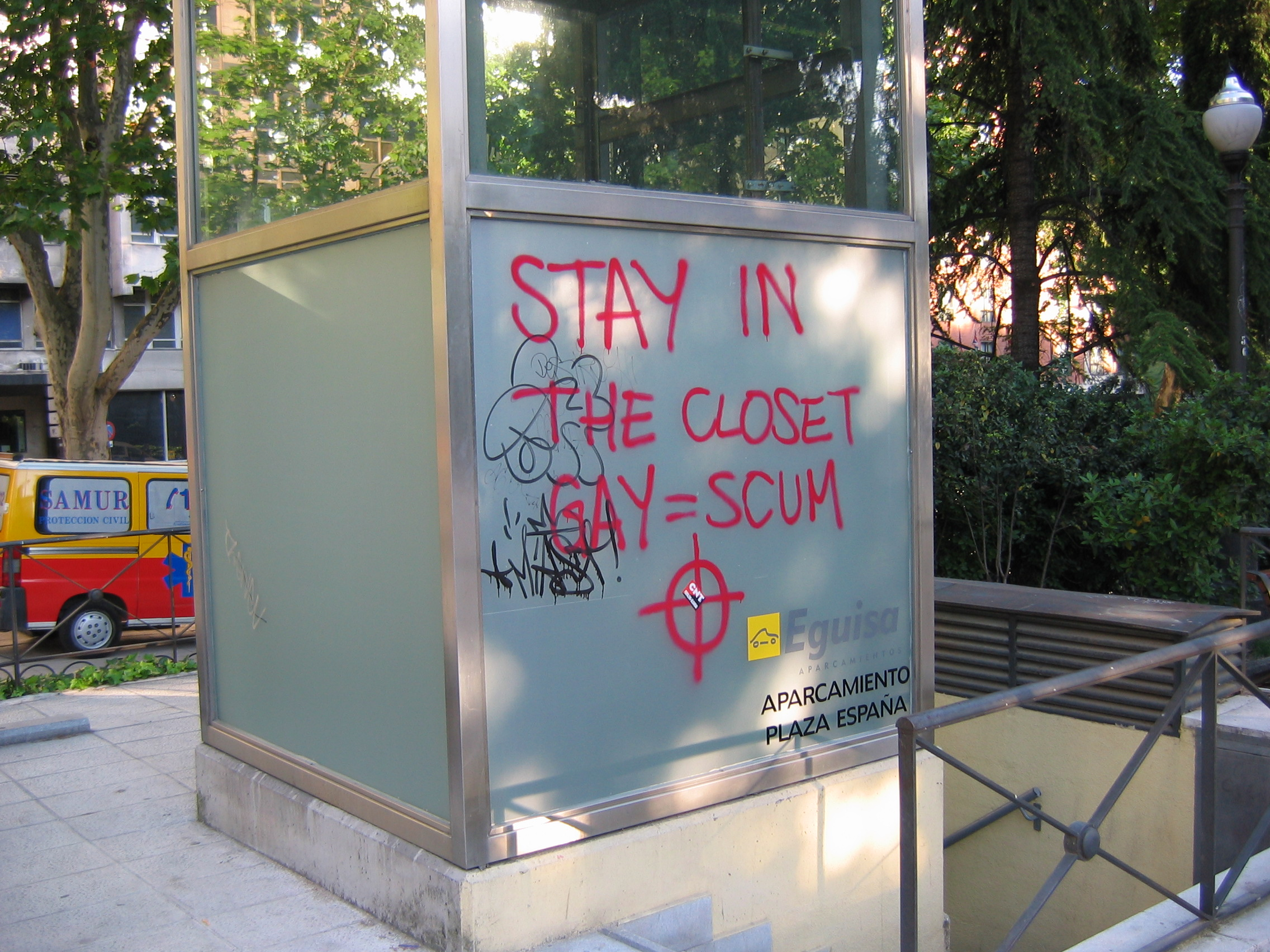
「クローゼットの中にいろ。ゲイ＝人間のクズ（Stay in the closet; gay=scum）」。スペインマドリードの落書き

非人間化は、反LGBTのレトリックに頻繁に現れる特徴である。非人間化の方法として、LGBTの人々を動物と比較したり、同性愛の関係を獣姦と同一視するような形体を取ることがある。

### Metaのヘイトスピーチポリシーの変更
2025年、ソーシャルメディア・コングロマリットのMetaはヘイトスピーチのポリシーを更新し、性的指向やジェンダー・アイデンティティに基づいた「精神疾患や精神異常の疑惑を主張すること」を許可するようになった。LGBTQ雑誌のThe Advocateは、そのようなポリシーはMetaのFacebookやInstagramなどのプラットフォーム上で「憎しみに満ちた非人間化のレトリック」を許可することになってしまうと説明している

## 侮辱語
ある研究によれば、「同性愛嫌悪の形容詞は、同性愛の人々を非人間化・回避することを促すが、この特徴は他の侮辱やレッテル貼りとは異なる」。別の研究は、同性愛嫌悪が「健康と福祉に多大な影響をもたらす」ことを明らかにしている。

## 暴力の呼びかけ

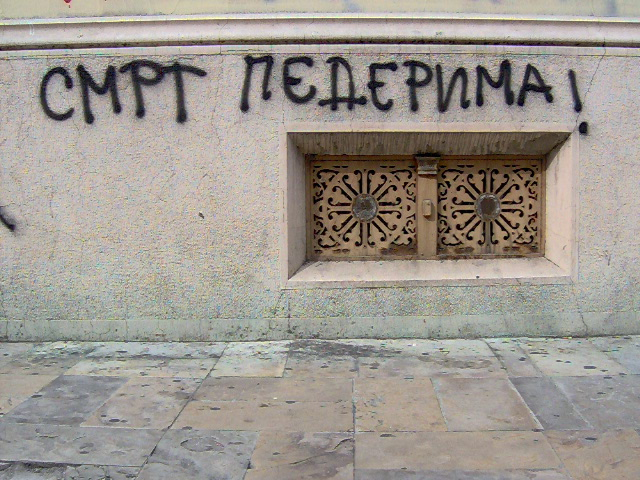
「オカマには死を！」、セルビアのベオグラードの落書き

反LGBTのレトリックには、LGBTの人々に対する暴力の呼びかけや、彼らを殺すか死ぬべきだという呼びかけも含まれる。キプロス、イラン、ロシア、アメリカ合衆国、マラウイ、ウガンダなどで事例が見られる。
セルビアでは、Obrazのメンバーが「オカマには死を」と叫んだり、野球のバットの画像の隣に「お前を待っている」（セルビア語: чекамо вас）と書かれたポスターを掲示した。2012年には、この組織は過激主義を理由にセルビア憲法裁判所によって禁止された。

## 反ゲイの主題
反ゲイの活動家たちは、同性愛は伝統的な家族の価値観に反している、同性愛はトロイの木馬である、または同性愛者の勧誘を通じて家族と人類が破壊され、その結果、人類は絶滅すると主張している。

### 災害の原因としての同性愛
同性愛者が自然災害を引き起こすという主張は、6世紀にユスティニアヌス帝が地震の発生を「同性愛行為が野放しになっている」せいだと非難した以前から、1000年以上存在していた。この比喩は近世のキリスト教文学では一般的であり、同性愛者は地震、洪水、飢餓、疫病、サラセン人の侵入、野ネズミの原因として非難された。1976年にアニタ・ブライアントが再びこの言説を取り上げ、カリフォルニアの干ばつの原因を同性愛者のせいだと非難した。アメリカ合衆国では、ウエストボロ・バプティスト教会を含む右派宗教団体が、同性愛者に災害の責任があると主張し続けている。アイザック、カトリーナ、サンディなどのハリケーンの原因も同性愛者が原因であると非難されている。2020年には、イスラエルのラビMeir Mazuzを含むさまざまな宗教家が、COVID-19パンデミックは同性愛活動やプライド・パレードに対する神の報いであると主張した。
2001年9月のテロの後、テレビ伝道者（televangelist）のジェリー・ファルウェルは、「異教徒、中絶者、フェミニスト、そしてそれをオルタナティブ・ライフスタイルにしようと積極的に努めているゲイとレズビアン、アメリカ自由人権協会、People for the American Way」がイスラム原理主義者の侵略を誘発し、神のアメリカに対する保護が撤回されることになったとして避難した。キリスト教のテレビ番組「The 700 Club」の放送でファルウェルは、「あなたがこの事態を引き起こした」と語った。彼は後に謝罪し、「私はテロリスト以外の人間を責めることは決してない」と述べた。
2012年、チリの政治家Ignacio Urrutiaは、同性愛者のチリ軍への勤務を認めることは、ペルーとボリビアがチリを侵略し破壊することを引き起こすと主張した。

### 罰としてのエイズ
災害を引き起こすという同性愛に関する言説の派生は、HIV/AIDSは同性愛に対する天罰であるという主張である。1980年代のエイズ流行初期、主要新聞は「ゲイの疫病」と名付けた 。数年間、この病気には「ゲイ関連免疫不全症」という誤解を招く専門用語がつけられていた。
「AIDS Kills Fags Dead（AIDSはオカマを殺す、レイド殺虫剤のコマーシャルのスローガン「Raid Kills Bugs Dead」のもじり）」というスローガンがアメリカ合衆国でエイズの初期に現れたのは、この病気が主に男性同性愛者の間で診断され、ほぼ例外なく致死的だった時代である。このスローガンは、キャッチーなtruism、チャント、あるいは単に落書きとして書かれたものとしてすぐに広まった。このスローガンが初めて公の場に登場したのは1990年代初頭で、ヘヴィメタルバンドスキッド・ロウの元リードシンガー、セバスチャン・バックが観客から投げられたTシャツにこのスローガンが書かれていた報告されている。ウェストボロ・バプテスト教会は、「AIDS cures fags（エイズはオカマを治す）」というスローガンを使用している。

### 不自然としての同性愛

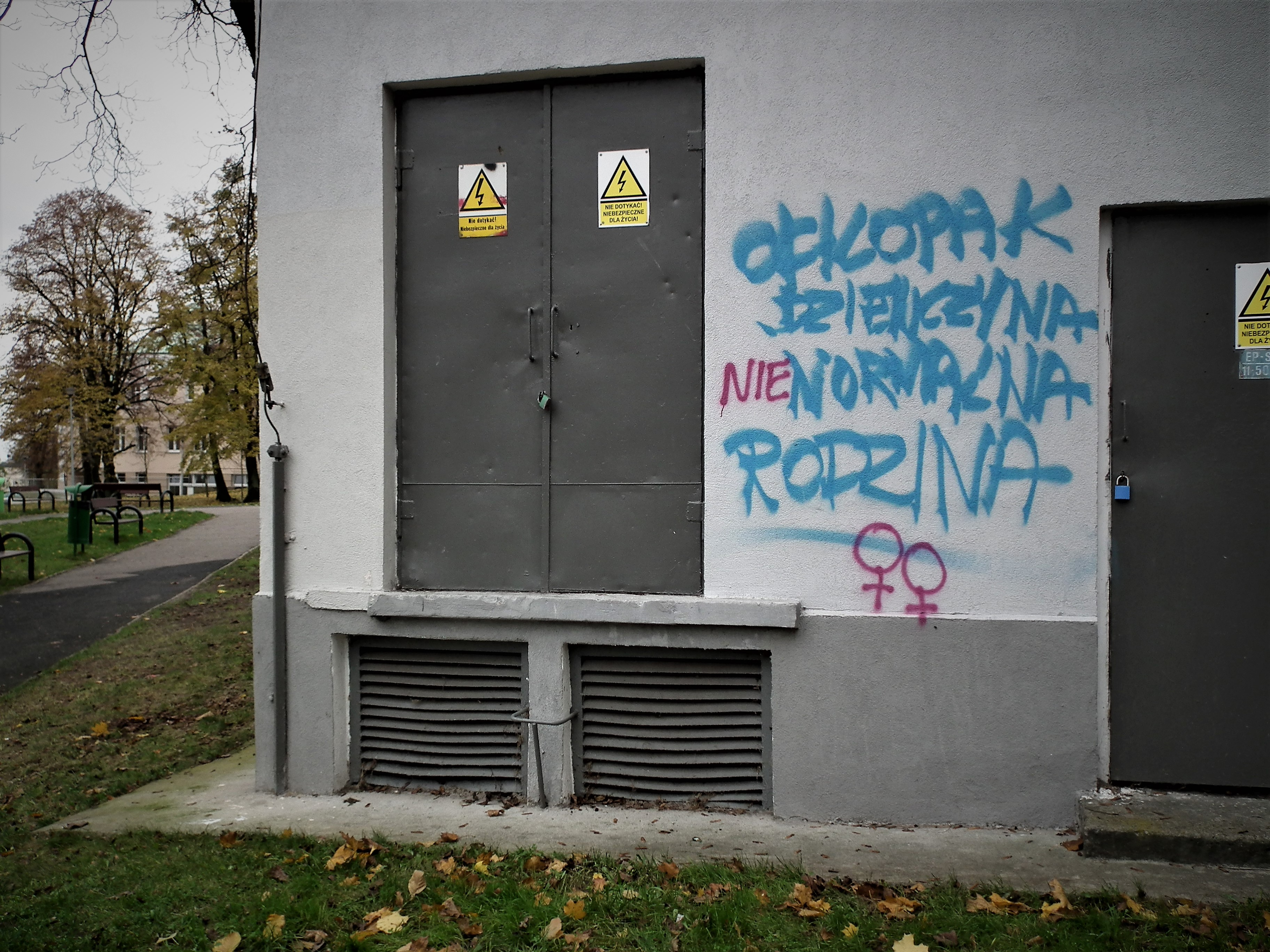
ポーランドのポズナンの落書き。「少年-少女が普通の家族」。ここにポーランド語で「not」という言葉と2つの女性シンボルが落書きされている。

同性愛を不自然だと表現した人物は、プラトン、アリストテレス、トマス・アクィナスにまで遡る。ただし、唯一の「不自然」の定義はない。同性愛は自然界に存在しないという意味で不自然だと主張する人もいるが、この議論は動物の同性愛が存在することから否定されている。また、生殖器が（神または自然選択のいずれかによって）生殖のために作られたものであり、「不自然」とみなされる目的に使用されることを意図していないことを意味するものもある。この考えの支持者は、同性愛は不自然であるため不道徳であるとよく主張するが、反対者は、この議論は「である」と「すべき」を混同していると主張している。「不自然」説の支持者の中には、同性愛的行動は「勧誘」や意図的な罪深さの結果であると主張する者もいる。

### 病気としての同性愛
ナチスのプロパガンダは同性愛を伝染病として描写したが、医学的な意味ではなかった。むしろ、同性愛は国民体（ドイツ語: Volkskörper）の病気、望ましい国家または人種の共同体（ドイツ語: Volksgemeinschaft）の比喩であった。ナチスのイデオロギーによれば、個人の命は人体の細胞のようなVolkskörperに従属することになっていた。同性愛はドイツ国家に対する脅威とみなされていたため、国民運動では同性愛はウイルスやガンとみなされていた。親衛隊の新聞「Das Schwarze Korps」は、40,000人の同性愛者を放っておくと200万人の男性に「中毒」が蔓延する可能性があると主張した。
Traditional Values Coalitionの党首でキリスト教右派活動家のLouis Sheldonなど、同性愛を不自然だと主張する人たちの中には、仮に同性愛が生物学に基づいた現象であることが証明されたとしても、依然として同性愛は病気であると述べている。かつて西洋の精神医療機関は同性愛の欲望を医療化していた。アメリカ合衆国では、同性愛は精神障害の基準を満たさないため、1973年に精神障害の診断と統計マニュアル（Diagnostic and Statistical Manual of Mental Disorders、DSM）から精神障害として削除された。カトリック教会は現在でも「同性愛的傾向」を「客観的に規律を外れている」と公式に教えている。2016年、インドネシアでは、反LGBTのレトリックがTwitterのハッシュタグ#TolakLGBT（#RejectLGBT）の下で増加し、LGBTは病気であるというレトリックが主張されていた。2019年、マレク・イェドラシェウスキー大司教は「虹の疫病」がポーランドを脅かしていると主張した。2020年、「LGBTウイルス」がポーランドの学校を脅かしており、COVID-19よりも危険であると警告した当局者を教育大臣が擁護した。

### 意図的な選択またはライフスタイルとしての同性愛
アメリカ合衆国の社会的・宗教的保守派は、「同性愛者の勧誘」という考え方とともに、「ゲイのライフスタイル」または「同性愛者のライフスタイル」という考えを利用して、非異性愛者の性的指向というものは意識的に選択されたものであると主張している。しかし、科学者たちは性的指向に関する生物学的な説明を支持しており、人間は一般的に自分の性的指向や性的に惹かれる相手を自分でコントロールできると感じることはない、と論じている。「ゲイのライフスタイル」という用語は、一連のステレオタイプ的な行動に対して軽蔑的に使用されることもある。
キリスト教右派の活動家は、LGBTの権利が拡大すると「ゲイのライフスタイル」が若者にとってより魅力的なものになるのではないかという懸念を表明することがある。1970年代のアメリカのメディアは「オルタナティブ・ライフスタイル」という用語を同性愛の婉曲表現として頻繁に使用した。この用語は、男女平等憲法修正条項の反対者や、公立学校でゲイであることを公言している教師を禁止するカリフォルニア州のProposition 6の支持者によって反同性愛の文脈で使用された。1977年、雇用差別から同性愛者の教師を保護する地方条例に反対する運動をしていた際、反同性愛活動家のアニタ・ブライアントは「同性愛者は生まれるのではなく、作られるものだ」と述べた。ロナルド・レーガン大統領は、ゲイの権利運動をアメリカ文化とは対照的なものと表現し、この運動は「社会が容認できるとは思えない、オルタナティブ・ライフスタイルの認識と受け入れを求めている」と述べた。

### 罪深いまたは不敬虔なものとしての同性愛

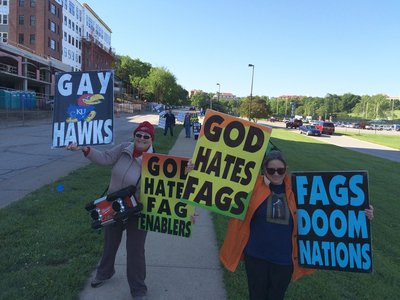
カンザス大学でピケッティングを行うウエストボロ・バプティスト教会のメンバー

多くの保守的なキリスト教徒は、聖書の一節の一般的な解釈に基づいて、同性愛行為は本質的に罪深いものであると考えている。例として、レビ記 18:22（"You shall not lie with a male as with a woman; it is an abomination"）、レビ記 20:13（"If a man lies with a male as with a woman, both of them have committed an abomination; they shall be put to death, their blood is upon them"）、コリント人への第一の手紙 6:9–10（"Do you not know that wrongdoers will not inherit the kingdom of God? Do not be deceived! Fornicators, idolaters, adulterers, male prostitutes, sodomites, thieves, the greedy, drunkards, revilers, robbers—none of these will inherit the kingdom of God."）などが挙げられる。住民の罪のために焼き払われた聖書の2つの都市、ソドムとゴモラの物語は、同性愛行為に対する神の報いとして描かれることもある。
以下のセクションに挙げるものを含めて、扇動的で物議を醸すさまざまなスローガンが、反対派の会衆や個人、特にウエストボロ・バプティスト教会の創設者であるフレッド・フェルプスによって使用されてきた。スローガンには、「神はオカマを憎む（God Hates Fags）」、「オカマではなく神を恐れよ（Fear God Not Fags）」、「マシュー・シェパードは地獄で焼かれる（Matthew Shepard Burns In Hell）」などがある。

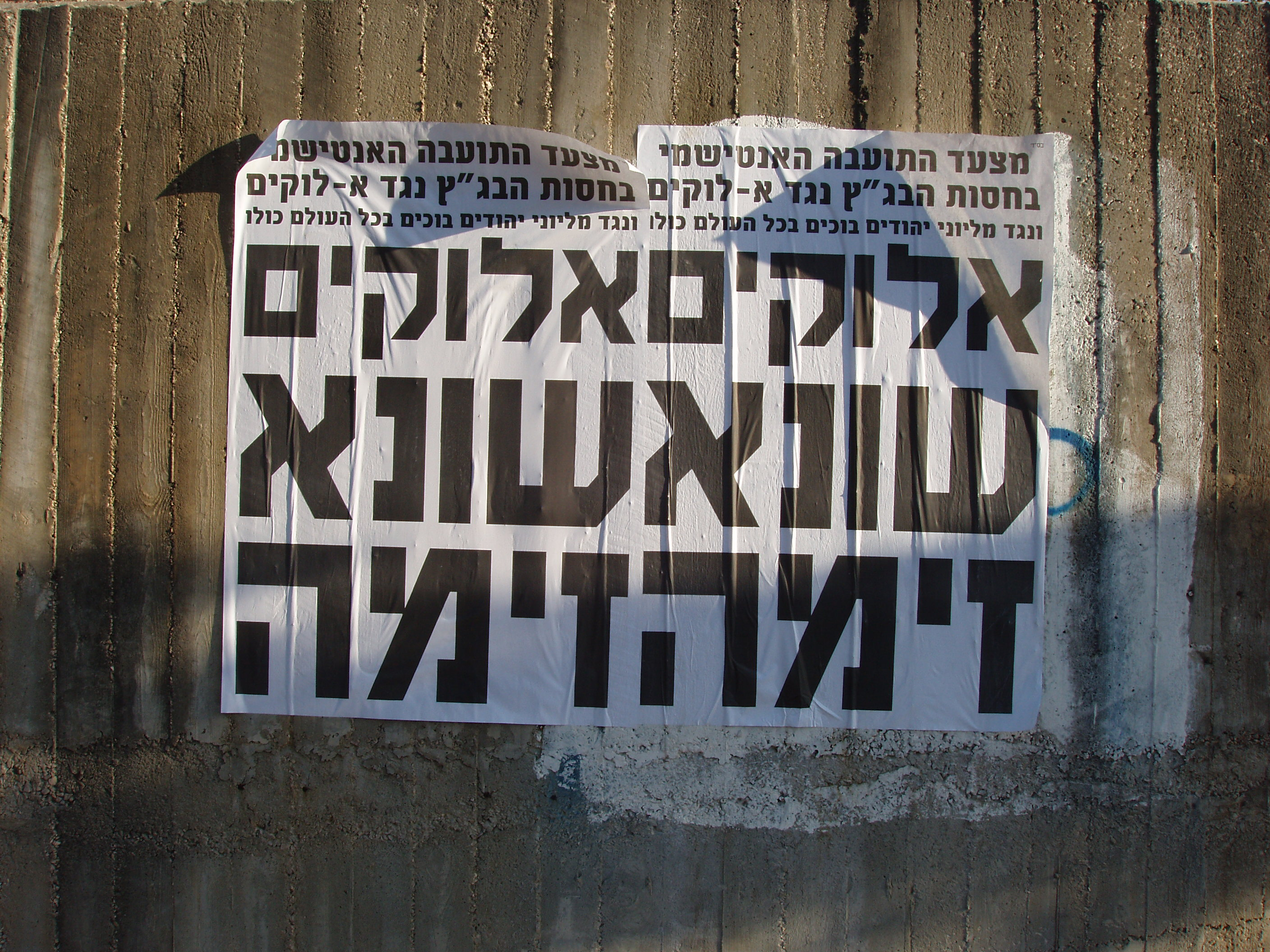
テルアビブのプライドパレード前のポスター「神は淫らな行為を憎む（God hates lechery）」

イスラム教では同性愛も罪深いとみなされることが多い。中東の一部の国では、同性愛行為は死刑に処せられる。一部のイスラム諸国では、反LGBTの言説と政治的な同性愛嫌悪が増大している。
キリスト教、イスラム教、ユダヤ教など他の宗教指導者は、反LGBTの言説を非難している。

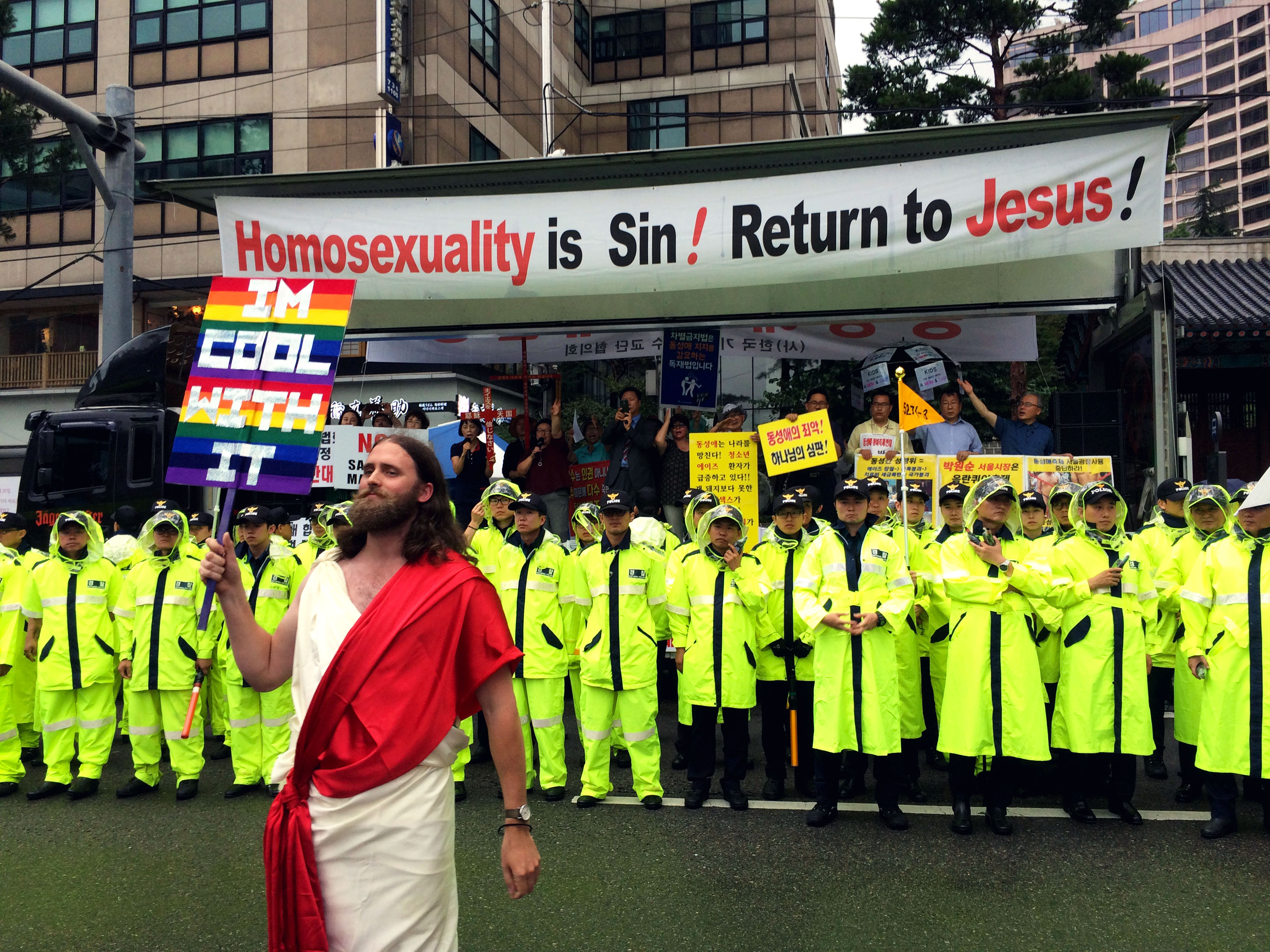
反LGBTQデモの反抗議活動の参加者たち。ソウル、2017年

「神はアダムとスティーブではなく、アダムとイブを作った（God made Adam and Eve, not Adam and Steve）」というスローガンは、同性愛は罪深く不自然であるという聖書に基づいた議論を暗示している。1970年12月の『Christianity Today』の記事は、「仮に神が同性愛者を望んでいたとしたら、アダムとフレディを創造しただろう」という落書きを引用し、サンフランシスコの人々の態度について報じた。1977年、デイド郡でアニタ・ブライアントも同様のコメントをしたが、彼女のバージョンのみ「アダムとブルース（Adam and Bruce）」だった。1977年後半、ヒューストンでの11月19日の集会に関するニューヨーク・タイムズの報道で言及されているように、「アダムとスティーブ」というバージョンが抗議看板に使用された。このフレーズ全体は、1977年12月3日に放送されたMaudeのエピソード「The Gay Bar」で使用された。2年後の1979年までに、ジェリー・ファルエルは「アダムとスティーブ」を使用し、彼が行った記者会見のクリスチャニティ・トゥディの報道で引用されているように、このフレーズはより広く流通することになった。このフレーズは後に一定の認知を得るようになり、フィクション作品の登場人物のペアの名前に使用されたときに同性愛者のペアであると特定するのに役立つようになった（ポール・ラドニックの演劇『The Most Fabulous Story Ever Told』、2005年の映画『Adam & Steve』などの作品）。このフレーズは、2013年のイギリス庶民院の同性結婚に関する討論中に民主統一党のDavid Simpson議員によって使用された。最初に「エデンの園ではアダムとスティーブだった」と口を滑らせたとき、議場に笑いを引き起こした。インバブエの大統領候補Nelson Chamisaはインタビューで、「私たちは神が定めたこと、そしてどのようにして人間として創造されたかを尊重できなければなりません。存在するのは男性と女性であり、アダムとスティーブではなくアダムとイブです」と述べた。このフレーズはLGBTの人々によっても取り上げられ、反ゲイのメッセージを嘲笑するブログ、漫画、その他のメディアで使用された。

### 西洋の病気としての同性愛
同性愛は一部の非西洋諸国では存在しない、あるいは西洋から輸入された邪悪な影響であると主張されることがある。
マレーシアのマハティール・モハマド首相は、「アジアの価値観」プログラムの一環として反ゲイのレトリックを採用し、同性愛を西洋の悪い病気の一つであると述べた。モハマドは、シドニー・モーニング・ヘラルド紙は「露骨な政治的取り繕い」と呼んだソドミーの告発のさなか、国会議員で元副首相のアンワル・イブラヒムの解任と投獄を含む1998年のスキャンダルで、政治的利益のためにそれを利用した。アンワルはその後2度の裁判を受け、汚職とソドミーの罪で懲役9年の判決を受けた。
国連会議のためニューヨークを訪問中、イランのマフムード・アフマディーネジャード大統領がニューヨークのコロンビア大学に招待され、講演を行った。その後、学生の質問に答えた際、通訳を介して「イランには、あなたの国のような同性愛者はいない」と答えた。母国語のペルシア語では、「同性愛者」を指す中立的な用語ではなく、「オカマ（faggot）」に相当する俗語を使用していた。
同性愛を西洋の病気とみなしている他の国や地域には、ベトナム、中国エチオピア、アフリカ、オーストラリアのイスラム教徒、インドなどがある。

### 小児性愛との混同

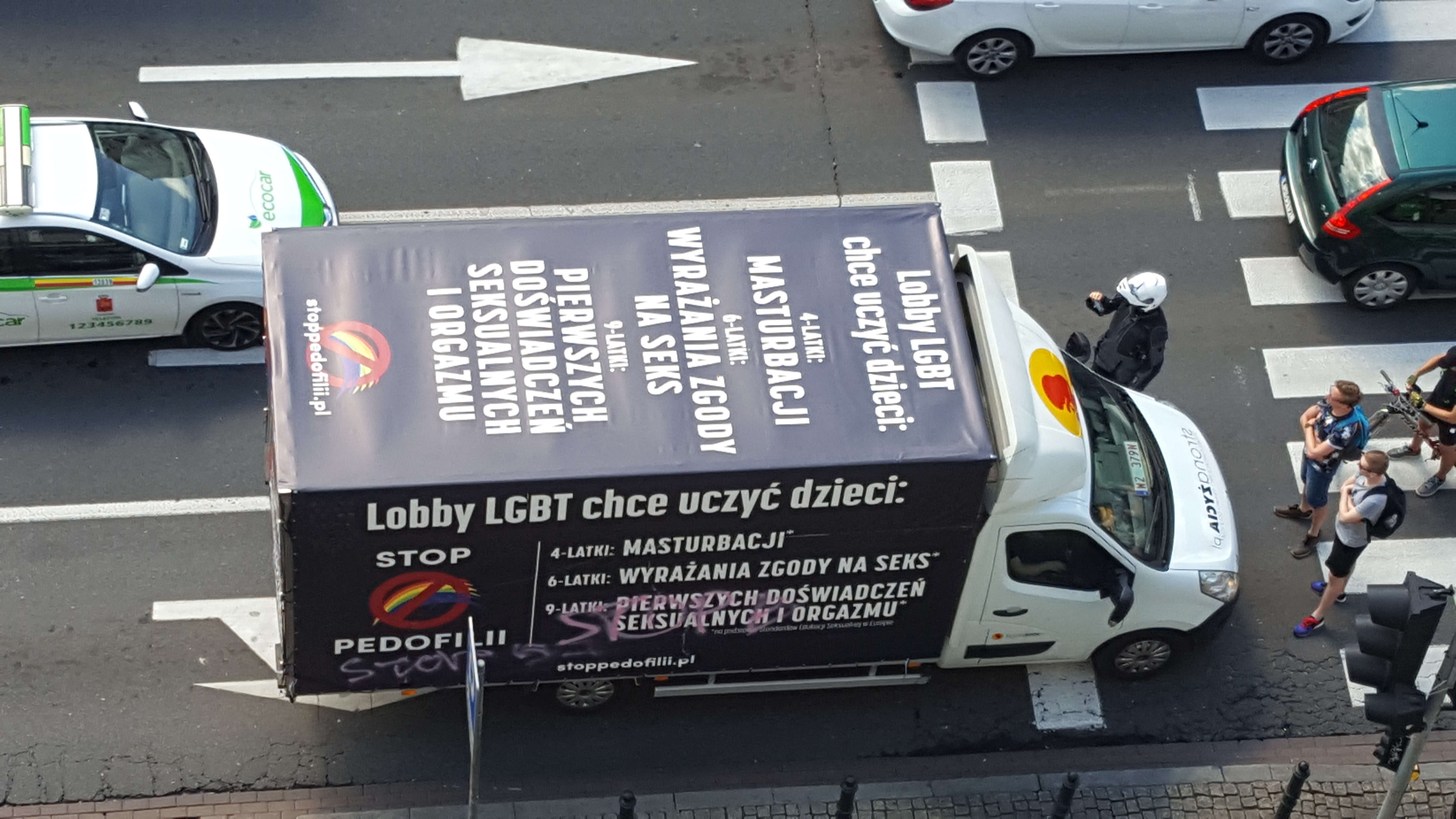
小児性愛は「LGBTロビー」によって提唱されていると主張するFundacja Pro所属の「ペドフィリアをやめろ（Stop Pedofilii）」バン

同性愛者が児童を性的虐待しているという主張は、現代よりも古いものであり、古代においても少年愛に対して向けられていた。議員や社会評論家は、仮に小児性愛も性的指向であると判断された場合、同性愛を常態化することが小児性愛の常態化にもつながるという懸念を表明することがある。これに関連した主張として、LGBTの養子縁組は性的搾取のためにグルーミングの目的で子供たちを入手する目的で行われているという主張がある。実証的な研究により、性的指向は人々が子供を虐待する可能性に影響を与えないことが示されている。
小児性愛を性的指向として改名することで、小児性愛をLGBTコミュニティと誤って関連付けさせることを目的としたデマを作成する人もいる。こうした主張には、「LGBT+」の「+」が「小児性愛者、動物性愛者、死体性愛者」などを指すという主張がある。また、「エイジフルイド（agefluid）」、「トランスエイジ（transege）」、「クローバージェンダー（clovergender）」（ロゴが様式化された四つ葉のクローバーである画像掲示板4chanのユーザーによって行われたデマ）、「ペドセクシュアル（pedosexual）」もしくは「LGBTP」などの造語も作られた。
2022年から、Libs of TikTokのChaya Raichik を含む一部の保守派は、学校における性的指向や性同一性に関する議論を制限・禁止する法律などの反LGBT法案をめぐり、そうした法案の反対派やLGBTの人々に対して「グルーミング（grooming）」「グルーマー（groomer）」「親小児性愛者（pro-pedophile）」といった用語を使い始めた。批判者たちは、こうした用語の使用は性的暴行の被害者の体験を軽視し、LGBTコミュニティを中傷し、一般的に危険であると述べている。

### 勧誘
「同性愛者の勧誘（homosexual recruitment）」という疑惑は、LGBTの人々が子供たちに同性愛を洗脳するために共同して取り組んでいる、という社会保守派の主張である。アメリカ合衆国では、これは戦後時代の初期にまで遡る:91。支持者たちは、アニタ・ブライアントに代表されるように、特に新右翼の間で見られた。彼女のSave Our Childrenキャンペーンでは、同性愛者は若者を勧誘しているという見方を広めた:115–116。一般的なスローガンは、「同性愛者は生殖できない。だから勧誘しなければならない」あるいはその変種である。勧誘疑惑の支持者たちは、「逸脱して」「猥褻な」性教育を証拠として挙げている。彼らは、いじめ対策の取り組みが「同性愛は正常であり、学生は同性愛者であるという理由でクラスメートに嫌がらせをすべきではない」と教えていることに懸念を表明し、その主な動機は勧誘にあることを主張している。この物語の支持者たちは、同性カップルが生殖できないことを勧誘する動機として挙げている。
社会学者や心理学者は、そのような主張を反ゲイの物語や恐怖を誘発するブギーマンとして説明している。多くの批判者たちは、以下のように、この用語が同性愛者を小児性愛者とする神話を広めると考えている。
- 1977 年、アニタ・ブライアントは、性的指向に基づく差別を禁止するマイアミ・デイド郡の条例を廃止する運動を行い、成功を収めた。彼女の選挙活動は同性愛者の勧誘疑惑に基づいていた[149]。Michel Boucaiは、フロリダ州差別禁止法を廃止しようとするブライアントの取り組みについて、『Journal of Social History』に「ブライアントの組織Save Our Children（英語版）は、この法律を不道徳の支持と「勧誘」を許可するものであると位置づけた」と書いた[155]。
- オレゴン州が提案した1992年のBallot Measure 9（英語版）には、州憲法（英語版）に反LGBTのレトリックを追加する可能性のある文言が含まれていた。アメリカの作家Judith Reisman（英語版）は、ゲイとレズビアンによる「子どもの勧誘のための明確な手段」を理由に、このMeasureへの支持を正当化した[156]。
- 2010年、ウガンダの首都にある小さな新聞社（英語版）が、「彼らを絞首刑にしろ」と書かれた横断幕を掲げて同性愛者100人をアウティングし、同性愛者たちはウガンダの子供たちを「勧誘」することを目的としており、学校は「子供たちを勧誘するために同性愛者活動家により侵入された」と主張して国際的な注目を集めた[56]。ゲイの権利活動家たちによると、この事件の後、多くのウガンダ人が実際の性的指向や他人にそう思われた性的指向を理由に攻撃された[157]。記事でアウティングされ、同紙に対する訴訟の共同原告となったマイノリティー活動家のデイビッド・カトー、はその後自宅で不法侵入者によって殺害され[158]、国際的な抗議が起こった[159][160]。
- 1998年、ジ・オニオン紙は、「'98年同性愛者勧誘活動が目標に近づく」と題した記事で「同性愛者勧誘」という考えをパロディし、「全国ゲイ・レズビアン雇用対策委員会の広報担当者は月曜日、1998年1月1日以来28万8,000人以上の異性愛者が同性愛者に転向したと発表した。グループは、年末までに350,000の転向という目標の達成に向けて順調に進んでいる」と書いた[161][162]。Mimi Marinucciによれば、ゲイの権利を支持するアメリカ合衆国の成人のほとんどは、記事の詳細が非現実的であるため、この物語を風刺だと認識するだろうと述べている[161]。ウエストボロ・バプティスト教会はこの話を事実として伝え[163][164]、ゲイの陰謀の証拠として引用した[165]。

### 同性愛者の陰謀

#### 「ホミンテルン」
歴史家Michael S. Sherryによれば、「ホミンテルン（homintern）」という用語は、ソ連が後援する国際共産主義組織「コミンテルン」を参照したもので、おそらく1930年代にイギリスの芸術家や作家の間で、クィアなアーティストの強力なカバールが存在するという考えを嘲笑するために、冗談めかして使用されたものと考えられる。この用語の造語は、W・H・オーデン、Cyril Connolly、Jocelyn Brooke、Harold Norse、Maurice Bowraを含むさまざまな作家によるものであると考えられている。冷戦時代、アメリカ合衆国の反同性愛の評論家たちは、同性愛と共産主義を結び付けようとして、「ホミンテルン」や「同性愛マフィア」という用語を、政治における共産主義インターナショナルと同様に、芸術における同性愛者の陰謀と称されるものの略語として使用した。
Sherryは、ゲイ・アーティストをターゲットにした20世紀半ばのアメリカの陰謀論を指し、その作品の多くはソ連に対する文化的冷戦のプロパガンダとして目立つように利用された。1950年代の第2次赤狩りの際、アメリカ上院議員ジョセフ・マッカーシーは「ホミンテルン」を引き合いに出して、フランクリン・D・ルーズベルトとハリー・S・トルーマンの政権はアメリカを内部から破壊するつもりだと主張した。Sherryによれば、「ホミンテルン言説」は、1960年代のカウンターカルチャーの成長と、冷戦とベトナム戦争におけるアメリカ合衆国の役割に対する懐疑によって衰退し始めた。

#### 「ゲイスタポ」
「ゲイスタポ（Gaystapo）」（フランス語: Gestapette）という用語は、1940年代のフランスで政治風刺家Jean Galtier-Boissièreがヴィシー政権の教育大臣アベル・ボナールに向けて作った造語である。その後、National Frontの党首ジャン＝マリー・ル・ペンは、マリーヌ・ル・ペンに悪影響を及ぼしているとして、この用語をFlorian Philippotに対して使用した。

#### 「ゲイ・マフィア」
イギリスの批評家Kenneth Tynanは、1967年にA.C. Spectorsky（プレイボーイ編集長）に手紙を書き、芸術における「同性愛者マフィア（Homosexual Mafia）」に関する記事を提案した。Spectorskyは断ったが、「culture hounds were paying homage to faggotismo as they have never done before」と述べた。その後、プレイボーイは1971年4月に同性愛者問題に関する委員会を運営した。
「ゲイ・マフィア」という用語は、1980年代から1990年代にかけて、アメリカの日刊タブロイド紙『ニューヨーク・ポスト』などのアメリカのメディアで広く使われるようになった。1998年にイギリスのタブロイド紙『ザ・サン』は、この用語を労働党内閣は同性愛者による邪悪な支配であると主張したことに対しても使用した。

#### 「ラベンダー・マフィア」
「ラベンダー・マフィア（Lavender Mafia）」という用語は、アメリカ合衆国のエンターテインメント業界における同性愛者幹部の非公式ネットワークを指すのに使用されることがあるが、より一般的には教会政治を指す。たとえば、ローマ・カトリック教会の指導者および聖職者内の派閥で、教会やその教えの中で同性愛が受容されていると主張される。

#### 「ゲイ・ロビー」

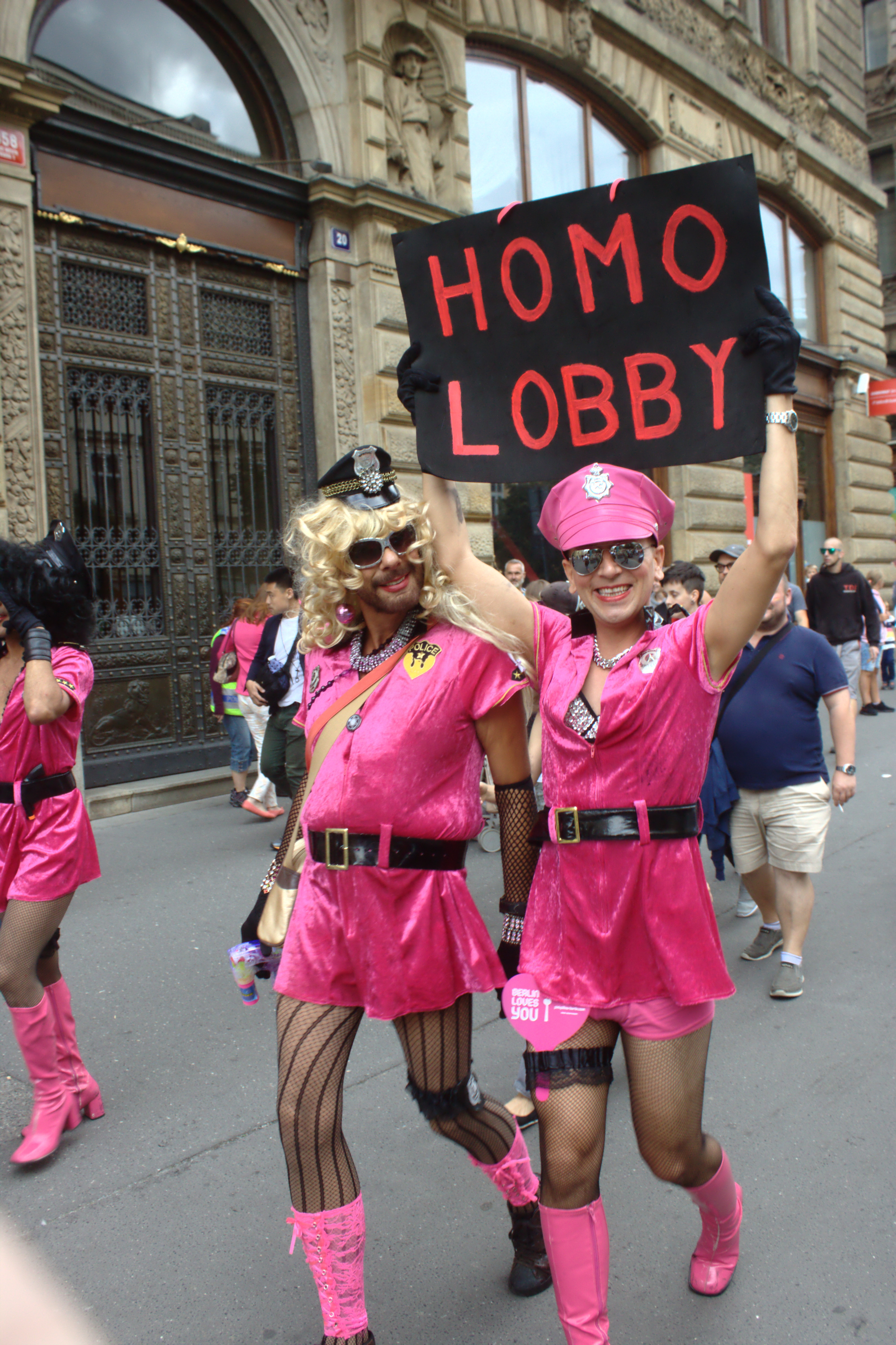
2017年のプラハ・プライドの行進者たちは、風刺として「ホモ・ロビー」の看板を掲げている。これはチェコ共和国の右派ポピュリスト運動が中傷として使用するフレーズである。

「ホモ・ロビー（homo lobby）」または「ゲイ・ロビー（gay lobby）」という用語は、ヨーロッパのLGBTの権利に反対する人々によってよく使用される。たとえば、スウェーデンのネオナチ政党の北欧抵抗運動は「ホモ・ロビーを潰せ（crush the homo lobby）」キャンペーンを行っている。ドイツの新聞ターゲスシュピーゲルによると、LGBTの権利を擁護することは厳密にはロビー活動と呼ぶことができるかもしれないが、Schwulen-Lobby（「ゲイ・ロビー」）という用語は、実際には存在しない強力な陰謀を示唆するために使用されるため、侮辱的である。
2013年、教皇フランシスコはバチカン内の「ゲイロビー」について話し、何ができるか検討すると約束した。2013年7月、フランシスコはさらに、ロビー活動の問題と人々の性的指向を区別し、「もしその人が同性愛者で神を求め、善意を持っているとしたら、私は誰を判断すればいいのでしょうか？」と述べ、「問題は、この指針がないことです。私たちは兄弟でなければなりません。問題は、この方向性によるロビー活動、貪欲な人々のロビー活動、政治的ロビー活動、フリーメーソンのロビー活動、非常に多くのロビー活動があることです。これはさらに悪い問題です。」と述べた。

## 反トランスジェンダーのレトリック

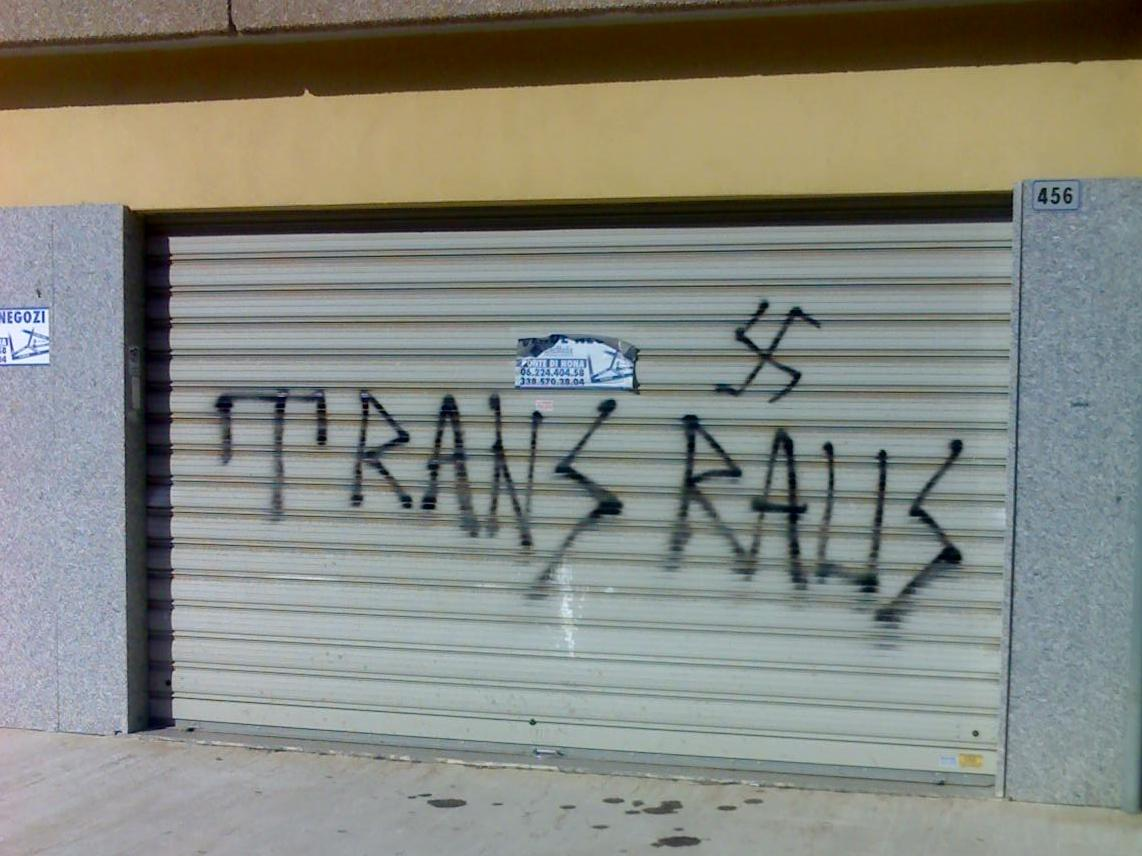
ローマのMunicipio VIII通りの反トランスジェンダーの落書き

### ミスジェンダリング
ミスジェンダーとは、本人のジェンダー・アイデンティティと一致しない性別で他人にレッテルを貼る行為である。ミスジェンダリング意図的に行われることもあれば、意図せずして行われる場合もある。ミスジェンダリングの例としては、本人が使っているものではない人称代名詞を使用して誰かを呼んだり、その人のジェンダー・アイデンティティに反して「ma'am」や「sir」と呼ぶこと、トランジションを行った人に対して、トランジション後の名前ではなく、トランジション前の名前を使用すること （デッドネーミング）などがある。

### 誤った信念の助長
「shemale」、「trap」、「ladyboy」など、多くの場合に反トランスと考えられている用語は、トランス女性は女性に偽装した男性にすぎない、という誤った信念を助長すると考えられている。ジェンダー・アイデンティティが出生時に割り当てられた性別と異なる人という概念は、そのような人はどれほどぞっとするかというジョークにねじ曲げられることがよくある。トランスジェンダーの個人は性的少数者よりも欺瞞的であると認識されることが多い。

### フェミニズムにおいて
フェミニスト理論内の一部の立場は、トランスフォビアとみなされる否定主義的なレトリックを使用してきた。こうした立場をとる人々は、トランス排除的ラディカルフェミニスト、略して「TERF」として知られる。この用語は、否定主義に参加するフェミニストを価値中立的に表現するものとして、2008年にフェミニストブロガーのViv Smytheによって考案された。
1979年、アメリカのラディカル・フェミニストのJanice Raymondは、『The Transsexual Empire: The Making of the She-Male』を出版した。著書の中で、彼女は「すべての性転換者は、本物の女性の姿を人工物に貶め、この体を自分たちのために利用することによって女性の体を強姦しているのだ」と書いた。ラディカル・フェミニズム共通の立場は、トランス女性は文字通りの意味での女性ではなく、女性専用スペースに存在するべきではないと主張している。
第二波フェミニストの中には、トランス男性と女性をそれぞれ女性らしさに対する「裏切り者（traitors）」や「侵入者（infiltrators）」とみなしている人もいる。オーストラリアのレズビアンフェミニストのSheila Jeffreysは1997年の記事で、「トランスセクシュアリズムは人権侵害とみなされるべきである」と書いた。また、Jeffreysは、トランス女性は医学的・社会的にトランジションすることで「女性はこうあるべきだという保守的な幻想を構築している。彼らは、深く侮辱的で束縛的な女性らしさの本質を作り上げている」とも主張している。

## 違法性
LGBTの人々へのヘイトスピーチや、彼らに対する憎悪の扇動は、たとえばオランダ、ノルウェー、スウェーデンなどの国では犯罪である。